# Planescape
Planescape es un escenario de campaña, creado por David Cook, para el juego de rol de fantasía épica Dungeons & Dragons.
Tal y como sugiere su nombre, el escenario describe un universo de ficción compuesto de numerosos planos de existencia, abarcando una cosmología llamada la Gran Rueda, tal y como fue plasmado originalmente en el Manual de los planos de Jeff Grubb.  Esto incluye otros mundos de D&D, enlazándolos a través de portales dimensionales.
El estilo de Planescape mezcla decoración victoriana con un aire steampunk, haciendo que llamara la atención por su estética, producto de los artistas Tony DiTerlizzi, Robh Ruppel y Dana Knutson y que ganaran en 1994 un Premio Origin.

## Ambientación

### Elmultiverso, según D&D
Hay varios planos, que pueden ser divididos en las siguientes regiones:
- Los planos interiores, que representan los elementos de la Naturaleza (tierra, agua, aire y fuego), así como las energías positiva (vida) y negativa (muerte).
- El plano etéreo.
- El plano material primario, que sería en el que habitan los humanos y otros seres, como los elfos y enanos.
- El plano astral.
- Los planos exteriores, que representan los alineamientos.

En las Tierras Exteriores (que es un plano exterior) se encuentra la Espira, en cuya cima se encuentra La Ciudad de las Puertas o La Jaula, que tiene forma toroidal.  La ciudad en sí se encuentra dentro del anillo.

### Principios en Planescape
Planescape se rige por tres reglas o principios:
- La regla de los tres: Todo sucede o viene en tríos o lo que es lo mismo, siempre que hay dos extremos, existe un punto medio.
- Unidad de los anillos: Muchos elementos de los planos son circulares, volviendo a empezar en el punto en el que acaban.
- El centro de todo: Siempre hay un centro de todo, o lo que es lo mismo, toda persona es centro del Universo, al menos desde su propio punto de vista. Con la regla número tres viene a cumplirse la primera de ellas.

### La Ciudad de las Puertas
También conocida como La Jaula.
Se encuentra en el interior de un toro sobre la Espira que está en las Tierras Exteriores.  A pesar de que no hay ningún astro que la ilumine, la luz sale de ninguna parte y es suficiente para iluminar sus calles.
La ciudad está gobernada por La Señora del Dolor, aunque esta deja a las facciones que se encarguen de elaborar edictos para la gobernación de la ciudad.

#### Las facciones de la Ciudad de las Puertas
Las Facciones son grupos de poder con distinta orientación filosófica y que están asentados en La Jaula.  Antes de la Guerra de las Facciones, éstas controlaban la política de la ciudad.  
Cada una de las facciones está basada en sistema particular de creencias, lo que hace que algunas de ellas compartan metas e intereses comunes, mientras que otras son enemigos irreconciliables.
La Señora del Dolor únicamente permite la existencia de quince facciones, sean las que fueren.  Para que una nueva pueda entrar en el grupo, tiene que acabar con alguna de las que existieran previamente.

## Material publicado
Planescape es una expansión de las ideas presentadas en la Guía del Máster (primera edición) y del Manual de los planos.  Cuando la segunda edición de AD&D fue publicada, se tomó la decisión de no incluir criaturas angelicales o demoníacas, de modo que lo cosmogonía anterior fue ignorada en su mayor parte, siendo reemplazada por el escenario de campaña de Spelljammer.  De todos modos, las peticiones por parte de los jugadores fueron suficientes para justificar la creación de un escenario completo, y, de este modo, en 1994 fue publicado Planescape.
El escenario de campaña fue seguido por una serie de expansiones que detallaban los planos del Caos (Wolfgang Baur y Lester Smith), los planos de la Ley (Colin McComb y Wolfgang Baur) y los planos del Conflicto (Colin McComb y Dale Donovan).
Otras expansiones y aventuras fueron publicadas hasta 1998, momento en el que Wizards of the Coast decide retirar la publicación.  Al salir la 3ª edición de AD&D se sabe que Planescape no va a ser publicado oficialmente, aunque hay páginas de aficionados que cuentan con el beneplácido de WotC para continuar con el proyecto planescape
La serie tiene unas cuantas novelas relacionadas.

### Cajas
- 2600 Planescape Campaign Setting
- 2603 Planes of Chaos
- 2607 Planes of Law
- 2615 Planes of Conflict
- 2621 Hellbound: The Blood War
- 2610 A Player’s Primer to the Outlands

### Accesorios
- Planescape Conspectus
- 2609 In the Cage: A Guide to Sigil
- 2611 The Factol’s Manifesto
- 2620 The Planeswalker’s Handbook
- 2623 On Hallowed Ground
- 2624 Uncaged: Faces of Sigil
- 2625 A Guide to the Astral Plane
- 2633 A Guide to the Ethereal Plane
- 2634 The Inner Planes
- 2630 Faces of Evil: The Fiends
- 2602 Monstrous Compendium Appendix
- 2613 Monstrous Compendium Appendix II
- 2635 Monstrous Compendium Appendix III
- The Planescape Sketchbook

### Aventuras
- 2601 The Eternal Boundary
- 2604 Well of Worlds
- 2605 In the Abyss
- 2606 The Deva Spark
- 2608 Fires of Dis
- 2614 Harbinger House
- 2619 Something Wild
- 2626 Doors to the Unknown
- 2628 The Great Modron March
- 2629 Faction War
- 2631 Dead Gods
- 2632 Tales From the Infinite Staircase

### Juegos
- Black Isle creó el juego de ordenador Planescape: Torment.
- TSR publicó un juego de cartas llamado Blood Wars.

### Novelas
- Denning, Troy. Pages of Pain. ISBN 0-7869-0508-5.
- Vallese, Ray and Valerie (1999). Torment. Basado en el guion de juego Planescape: Torment. ISBN 0-7869-1527-7.

#### Trilogía de las Guerras de la Sangre
- King, J.Robert (1996). Blood Hostages. ISBN 0-7869-0473-9.
- King, J.Robert (1996). Abyssal Warriors. ISBN 0-7869-0501-8.
- King, J.Robert (1997). Planal Powers. ISBN 0-7869-0532-8.